# Air Ecosse
Air Ecosse war eine schottische Fluggesellschaft mit Sitz in Aberdeen.

## Geschichte

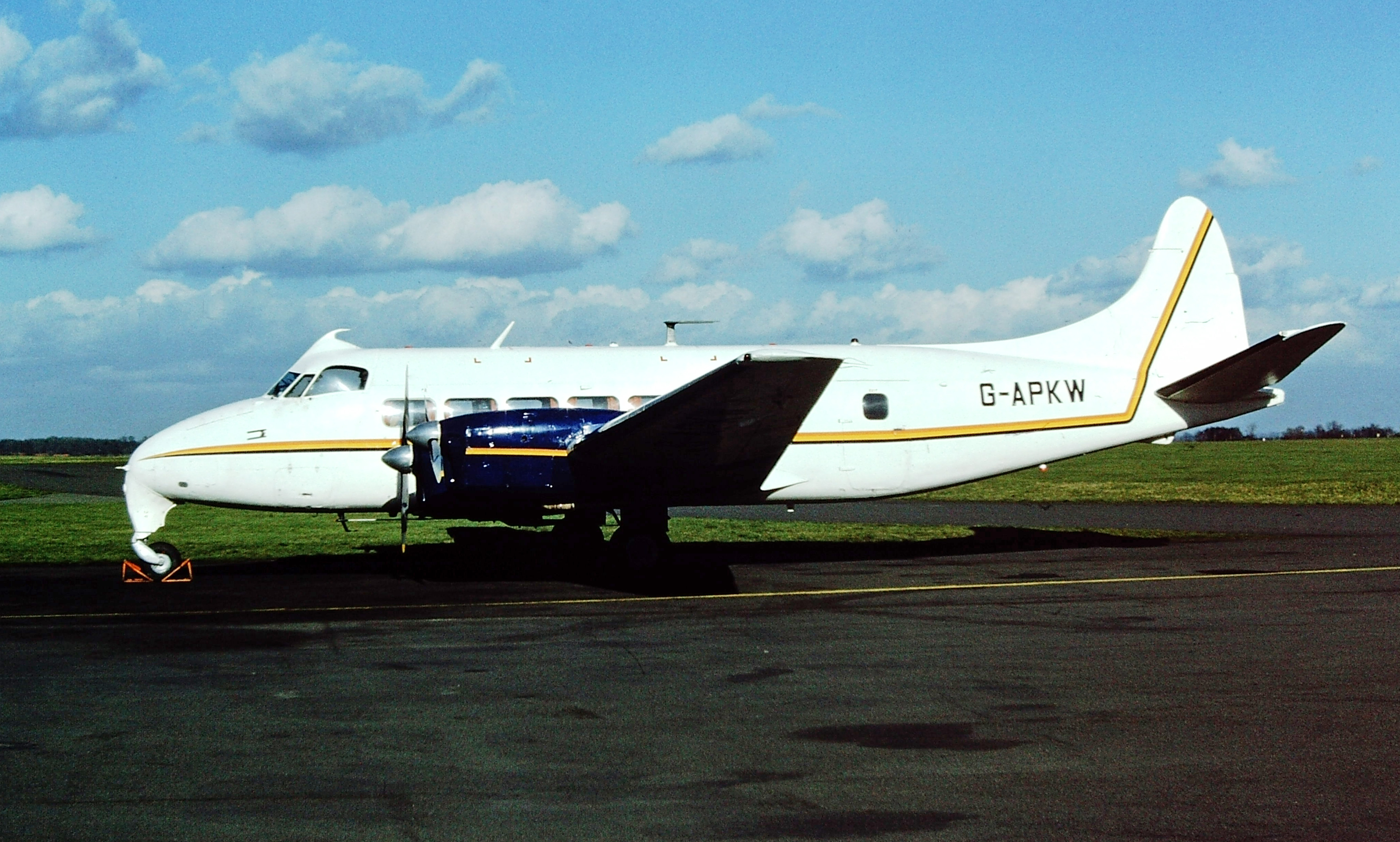
De Havilland Heron der Air Ecosse, Coventry 1978

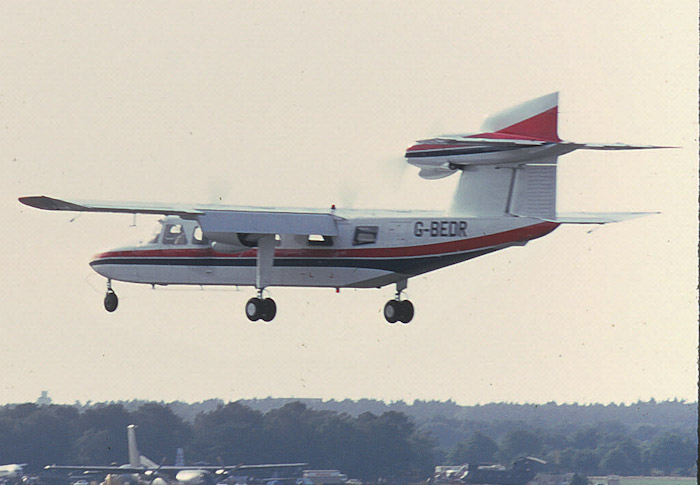
Britten-Norman Trislander der Air Ecosse

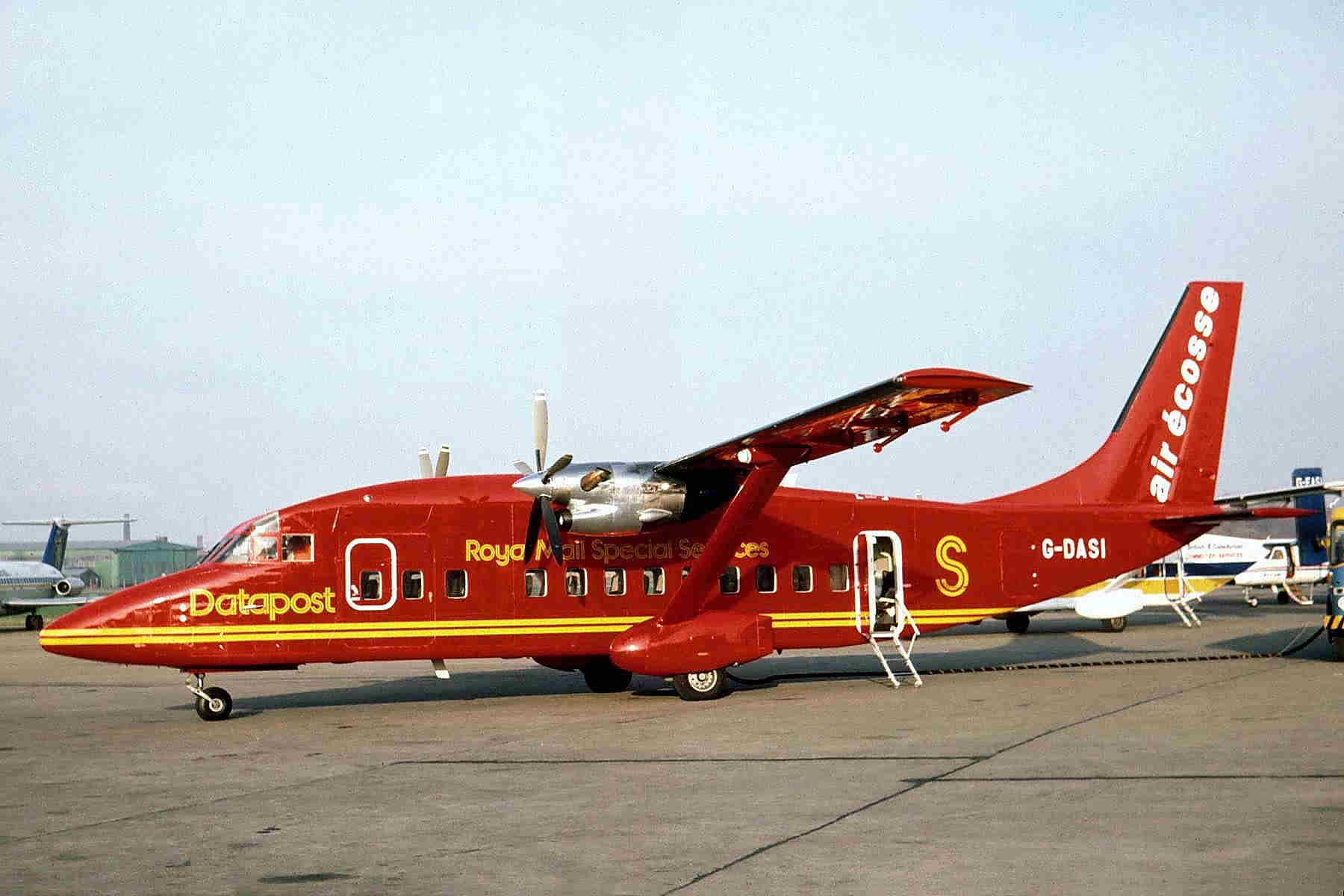
Short 360 der Air Ecosse (Datapost), Liverpool 1986

Air Ecosse wurde im Juni 1977 gegründet und hatte ihre Basis auf dem Flughafen Aberdeen. Die Firma war eine Tochtergesellschaft der auf dem Flugplatz Biggin Hill ansässigen Fluggesellschaft Fairflight Charters.
Der erste kommerzielle Flug wurde im Juli 1977 zwischen Aberdeen und Wick durchgeführt. Der Schwerpunkt lag auf Passagier- und Frachtcharterflügen, mit zahlreichen Vertragsflügen für die Ölindustrie.
Im Juni 1978 wurde durch die Muttergesellschaft Fairflight eine weitere Fluggesellschaft gegründet. Diese, namens Air Shetland, betrieb Flugzeuge der Typen Piper PA-31 Navajo sowie Embraer EMB 110 Bandeirante und ging 1981 gänzlich in Air Ecosse auf. 
Ab 1981 wurden aufgrund eines Vertrages mit der britischen Post regelmäßig etliche Nachtluftpoststrecken beflogen. 
Am 29. November 1985 wurde Air Ecosse von Crown International Airways übernommen, wobei fast die gesamte Flotte an Fairflight zurück transferiert wurde. Lediglich drei Short 330 wurden für die Bedienung des regionalen Liniennetzwerks beibehalten, das inzwischen um London-Gatwick erweitert worden war.
Am 19. Januar 1987 begab sich Air Ecosse in Insolvenzverwaltung. Mehrere Angebote zur Übernahme scheiterten, darunter solche von Euroair, Malinair und British Airways. Schließlich übernahm Peregrine Air Services die Gesellschaft und benannte sie in Aberdeen Airways um. Aber auch diese musste kurze Zeit später den Betrieb einstellen.

## Flugziele
Von ihrer Basis in Aberdeen aus bediente Air Ecosse zahlreiche schottische Inseln sowie Dundee, Glasgow und Manchester. Später kamen noch Belfast, Dublin und Liverpool hinzu. Ab Sommer 1982 wurde das Streckennetz noch um Blackpool und Carlisle erweitert und im Folgejahr wurden die Dienste nördlich bis zu den Färöer-Inseln ausgedehnt (siehe auch Karte des Streckennetzes der Air Ecosse 1983).

## Flotte

### Flotte bei Betriebseinstellung
- 3 Short 330

### Zuvor eingesetzte Flugzeuge

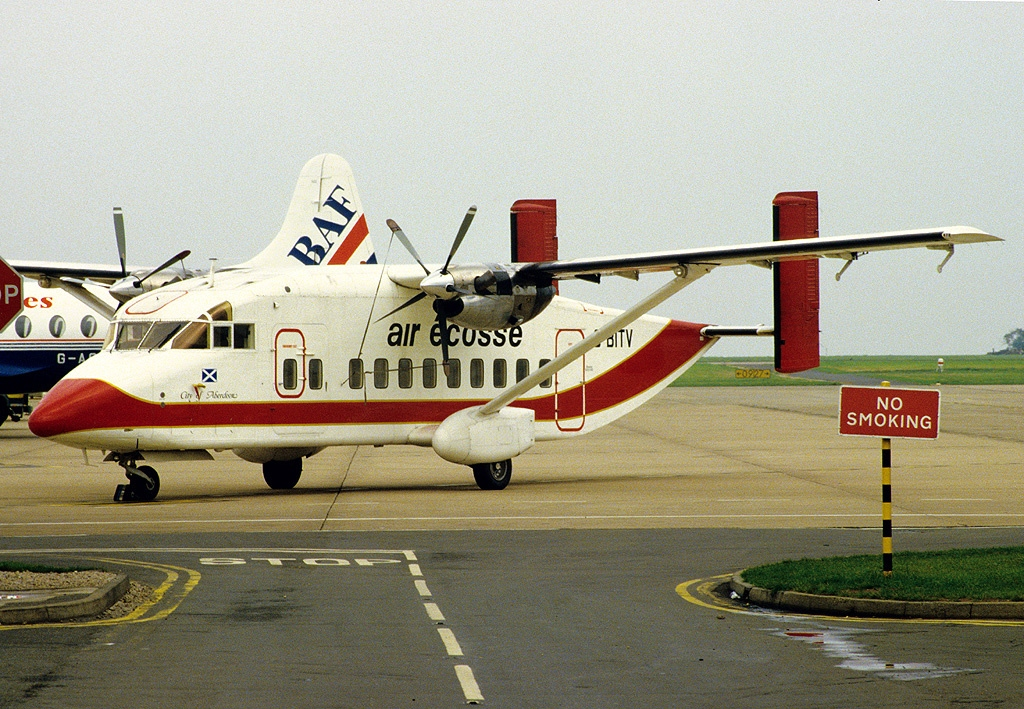
Short 330 der Air Ecosse, East Midlands 1984

Vorher betrieb Air Ecosse auch folgende Flugzeugtypen:
- BAC 1-11 (gemietet)
- Britten-Norman Trislander
- De Havilland DH.104 Dove
- De Havilland DH.114 Heron
- De Havilland Canada DHC-6 Twin Otter
- Embraer EMB 110 Bandeirante
- Handley Page Herald
- Piper PA-23 Aztec
- Piper PA-31 Navajo
- Short 330
- Short 360

## Zwischenfälle
- Am 20. April 1983 verunglückte eine DHC-6-310 Twin Otter der Air Ecosse (Luftfahrzeugkennzeichen G-STUD) auf dem Flugplatz Flotta. Der Charterflug kam vom Flughafen Aberdeen. Die Untersuchung ergab, dass das Flugzeug von der Landebahn abkam und einen Ringelpiez machte, als es bei der Landung in starken Seitenwind geraten war. Beide Tragflächen brachen ab. Es gab keine ernsthaften Verletzungen und keine Todesfälle unter den zwei Besatzungsmitgliedern und zehn Passagieren.[5]